# ディープリンク
ディープリンク（deep link）、ディープリンキング（deep linking）は、あるウェブページから他のウェブサイトのトップページ以外の各コンテンツ（ウェブページ・画像等）に直接ハイパーリンクを張ること。他サイトの画像などを自サイト内に直接参照（「表示」など）させること（→直リンク）とは異なり、単にリンクアンカーによりポインタを示すのみの行為を指す。

## 「ディープリンク禁止」に関する事柄
Web上の全コンテンツのどこからどこへリンクを張るも自由であり、ディープリンクには何の問題もないという考えの者がある一方で、そのような自由は無い、あるいは自由はあってもマナー上すべきでないと考える者もあるとされる。ウェブサイトの主催者が後者の考え方をする人間である場合、そのサイトのトップページ等でディープリンクを禁止する旨が明示されることがあるが、法的観点からはこれはあくまでその主催者の意思表示という以上の意味は持ちえず、日本では拘束力は無い。しかし、デンマークでは2002年にニュース検索サイトのNewsboosterが、裁判所からディープリンク禁止の仮命令を受けたというような例もあるなど、解釈の異なる国もある。
なお、サイト外のリンク元からサイト内の各コンテンツへのアクセスを制限することは.htaccessやCommon Gateway Interface（CGI）が使用できれば技術的に可能だが、これらはサーバーによっては使用できない。